# Chypre au Concours Eurovision de la chanson 2022
Chypre est l'un des quarante pays participants du Concours Eurovision de la chanson 2022, qui se déroule à Turin en Italie. Le pays est représenté par la chanteuse Andromache et sa Ela, sélectionnées en interne par le diffuseur chypriote RIK. Pour la première fois depuis 2013, le pays ne parvient pas à se qualifier en finale, terminant 12e en demi-finale avec 63 points.

## Sélection
La participation du diffuseur chypriote à l'Eurovision 2022 est confirmée le 20 octobre 2021, lors de la publication de la liste officielle des participants. Le 9 mars 2022, le diffuseur confirme que le pays sera représenté par la chanteuse Andromache avec la chanson Ela, publiée le même jour.

## À l'Eurovision
Chypre participe à la deuxième demi-finale, le 12 mai 2022. Y recevant 63 points, le pays se classe 12e et ne parvient pas à se qualifier en finale.